# Francisco de Almeida de Mendia
Francisco de Assis da Nazaré de Almeida de Mendia (Lisboa, 3 de Fevereiro de 1895 - Lisboa, 1 de Abril de 1964) foi um engenheiro mecânico português.

## Biografia

### Educação
Estudou no Instituto Superior Técnico da Universidade Técnica de Lisboa, tendo sido um dos alunos melhor classificados

### Carreira na Companhia dos Caminhos de Ferro Portugueses
Em 9 de Janeiro de 1922, iniciou a sua carreira na Companhia dos Caminhos de Ferro Portugueses, como engenheiro praticante, no Depósito de Campolide. No ano seguinte, foi promovido a agente técnico e transferido para os Serviços Centrais da Divisão, e colocado nas Oficinas Gerais de Lisboa; assumiu, em 1 de Janeiro de 1928, a posição de director das Oficinas do Barreiro, tendo cumpriu esta função com grande eficiência, e impulsionado a construção de novas oficinas, motivo pelo qual recebeu um louvor do ministro Duarte Pacheco. Organizou, igualmente, o Campo de Férias dos Aprendizes, e conduziu a remodelação do material circulante da Companhia;  no dia 1 de Janeiro de 1947, foi promovido a subchefe de divisão, e, em 1 de Novembro de 1955, assume o cargo de representante da Companhia, como vogal suplente, na Junta Autónoma do Porto da Figueira da Foz.

### Outras funções
Em 1941, recebeu um convite para participar no Conselho Superior de Obras Públicas, e, em 1945, torna-se Presidente da Classe Mecânica da Ordem dos Engenheiros.

## Dados genealógicos
Filho de Henrique da Cunha Matos de Mendia, filho dum espanhol e irmão mais novo do 1.º Conde de Mendia e Ilustríssimo Senhor 1.º Marquês de Mendía em Espanha e do 1.º Visconde de Cunha Matos e 1.º Conde de Cunha Matos, e de sua mulher D. Francisca de Paula da Nazaré de Almeida, neta paterna do 1.º Conde de Oliveira dos Arcos.
Casado comː Maria Benedita de Castro Pamplona (Canelas, 27 de Agosto de 1917 - 12 de Setembro de 1983), 10ª condessa de Resende, filha de João de Castro Pamplona (n. 16 de Setembro de 1882), 8.º conde de Resende e Margarida Elvira Pereira Machado de Castro. Irmã de Maria José de Castro Pamplona, 9.ª condessa de Resende.